# Aleksandr Laveïkine
Aleksandr Ivanovitch Laveïkine (en russe : Александр Иванович Лавейкин) est un cosmonaute soviétique, né le 21 avril 1951 à Moscou.

## Biographie
Il a été sélectionné dans le 4e groupe civil (NPOE-4) le 1er décembre 1978.
Il est à la retraite depuis le 28 mars 1994.

## Vol réalisé
Le 5 février 1987, Aleksandr Laveïkine s'envole comme ingénieur de vol sur Soyouz TM-2, lancé en direction de Mir. En tant que membre de l'expédition Mir EO-2, il a passé 174 jours 3 heures 25 minutes dans l'espace. Il a atterri le 30 juillet 1987.